# Fortificações de Itaguaí
As Fortificações de Itaguaí localizavam-se na antiga Vila de São Francisco Xavier de Itaguaí, atual município de Itaguaí, no litoral sul do estado brasileiro do Rio de Janeiro.

## História
A povoação de Itaguaí remonta a 1700, quando integrava as terras da Fazenda de Santa Cruz, antigo latifúndio da Companhia de Jesus que compreendeu parte expressiva do sul fluminense, e cuja sede recebeu periódicamente a Família Real após 1808. Transformou-se em um dos pousos no chamado "Caminho das Calçadas", via de comunicação obrigatória para quem transitava, por terra, do Rio de Janeiro para São Paulo ou Minas Gerais. Foi no retorno por esse caminho, acompanhado por uma tropa de Dragões, que o Príncipe-regente D. Pedro proclamou a independência do Brasil (7 de Setembro de 1822), motivo pelo qual essa via passou a denominar-se "Estrada da Independência".
Com uma economia baseada na lavoura de mandioca e de cana-de-açúcar (para a produção de farinhas e de aguardentes respectivamente), e, a partir do século XIX, na de café, a povoação de Itaguaí foi elevada a Vila a partir de 1818, com o nome de Vila de São Francisco Xavier de Itaguaí, e posteriormente, em 1833, a cidade.
SOUZA (1885) refere quatro estruturas defensivas na região:
- Forte de Coroa Grande - Localizado no caminho por terra que ia da povoação de Mangaratiba para a de Itaguaí, no lugar de Coroa Grande (atual bairro de Coroa Grande). Compunha-se de uma tenalha com duas baterias a cavaleiro, artilhada com seis peças, batendo aquele trecho do caminho pela costa, a praia e o seu ancoradouro (op. cit., p. 114). BARRETTO (1958) apresenta 1822 como data de início de construção deste forte (op. cit., p. 218). Outros autores referem esta estrutura como Fortaleza do Raio, apontando-lhe a data de construção como 1818, com base em uma planta de autoria desconhecida, e ainda como Forte de Itaguaí.
- Entrincheiramento da foz do rio Itaguaí - Localizado à margem da foz do rio Itaguaí, foi erguido em 1818, tendo sido artilhado com quatro peças (op. cit., p. 114);
- Entrincheiramentos da vila de Itaguaí - Constituídos por dois entrincheiramentos, erguidos em 1818 no interior da vila para a sua defesa, também artilhados com quatro peças cada (op. cit., p. 114).

Estas estruturas, certamente de faxina e taipa, revestidas de grama, como as demais fortificações na região erguidas no período, encontravam-se à época (1885), provávelmente desaparecidas (op. cit., p. 114).
GARRIDO (1940) acrescenta que todas se encontravam, em 1838, sob o comando único do Capitão Venâncio Justino Ferreira Montenegro (op. cit., p. 127-128). As fortificações de Coroa Grande e da barra de Itaguaí (mas não as da vila) se encontram relacionadas entre as defesas do setor Sul (“Fortificação de Sepetiba”) no "Mapa das Fortificações e Fortins do Município Neutro e Província do Rio de Janeiro" de 1863, no Arquivo Nacional (CASADEI, 1994/1995:70-71).
BARRETTO (1958) computa duas baterias na foz do rio Itaguaí, omitindo os dois entrincheiramentos da vila (op. cit., p. 216, 218).